# Calendario litúrgico luterano

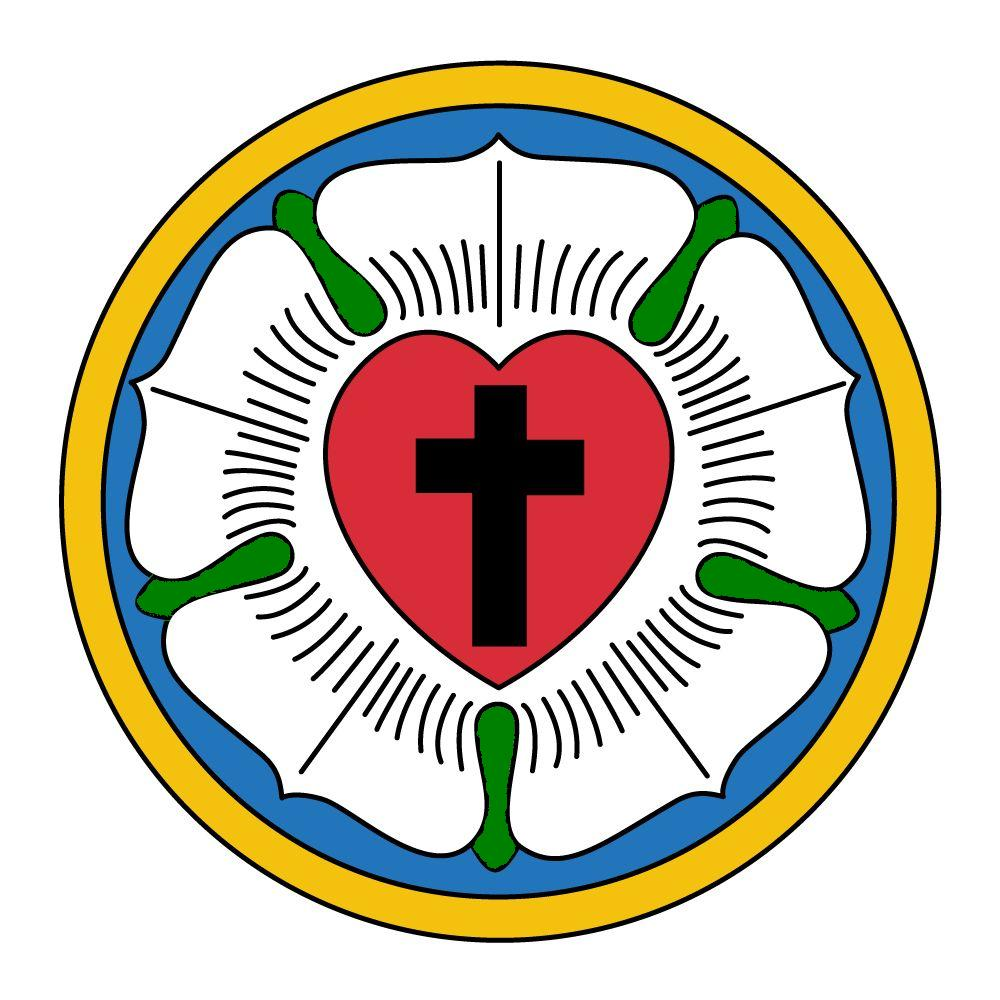
Iglesia luterana
Sello de Lutero y del IEA

El Calendario de Santos Luterano es un listado en el que se especifican las principales festividades anuales y acontecimientos que son celebrados litúrgicamente por alguna Iglesia Luterana en los Estados Unidos. Los calendarios de la Evangelical Lutheran Church in América (ELCA) y el de la Lutheran Church - Missouri Synod (LCMS) proceden del Lutheran Book of Worship (Libro Luterano de Adoración) de 1978 y del Lutheran Worship (Adoración Luterana) de 1982. Los elementos particulares del ELCA han sido actualizados del Lutheran Book of Worship para reflejar los cambios introducidos en la publicación del Evangelical Lutheran Worship en 2006. A su vez, los elementos del calendario único del LCMS también han sido actualizados en el Lutheran Worship y en el Lutheran Book of Worship para reflejar la publicación del Lutheran Service Book de 2006.
Los acontecimientos conmemorados están listados con el tipo de acontecimiento indicado a continuación (incluido entre paréntesis), así como el país donde se observa (si generalmente no es observado en aquella fecha en América del Norte). Para las personas conmemoradas, la fecha dada es la de su muerte o "cumpleaños celestial". La letra que acompaña a cada acontecimiento indica el color designado para vestiduras y paramentos litúrgicos, según su denominación en inglés: Blanco (W), Rojo (R) o Púrpura (P). En las conmemoraciones también se indica cuando son propias del ELCA o del LCMS, siguiendo a la entrada particular. Lógicamente, conmemoraciones y Festivales que se celebran en común, no incluyen esta anotación.

## Enero

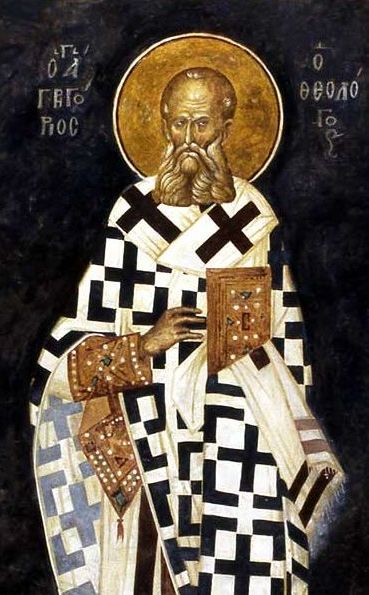
Gregorio de Nazianzus

- 1 Nombre Santo de Jesús (Festival Menor) W
- 2 Johann Konrad Wilhelm Löhe, pastor, renovador de la iglesia, 1872 (Conmemoración) W
- 3
- 4
- 5
- 6 Epifanía de nuestro Señor (Festival) W
- 7
- 8
- 9
- 10 Basilio el Grande, Obispo de Cesarea, 379; Gregorio Nacianceno, Obispo de Constantinopla, c. 389; Gregorio, Obispo de Nyssa, c. 385 (Conmemoración) W – LCMS
- 11
- 12
- 13
- 14 Eivind Berggrav, obispo luterano noruego (Conmemoración) W - ELCA
- 15 Martin Luther King, Jr., renovador social, mártir, 1968 (Conmemoración) R – ELCA
- 16
- 17 Antonio de Egipto, renovador de la iglesia, c. 356 (Conmemoración) W – ELCA
  - Pachomius, renovador de la iglesia, 346 (Conmemoración) W – ELCA
- 18 Confesión de Pedro (Festival Menor) W
  - Comienzo de la Semana de la oración para la Unidad cristiana
- 19 Enrique, Obispo de Uppsala, misionero en Finlandia, mártir, 1156 (Conmemoración) R – ELCA
- 20 Sarah, matriarca (Conmemoración) W – LCMS
- 21 Agnes, mártir (Conmemoración) R – ELCA
- 22
- 23
- 24 San Timoteo, pastor (Festival Menor) W – LCMSJohann Konrad Wilhelm Löhe

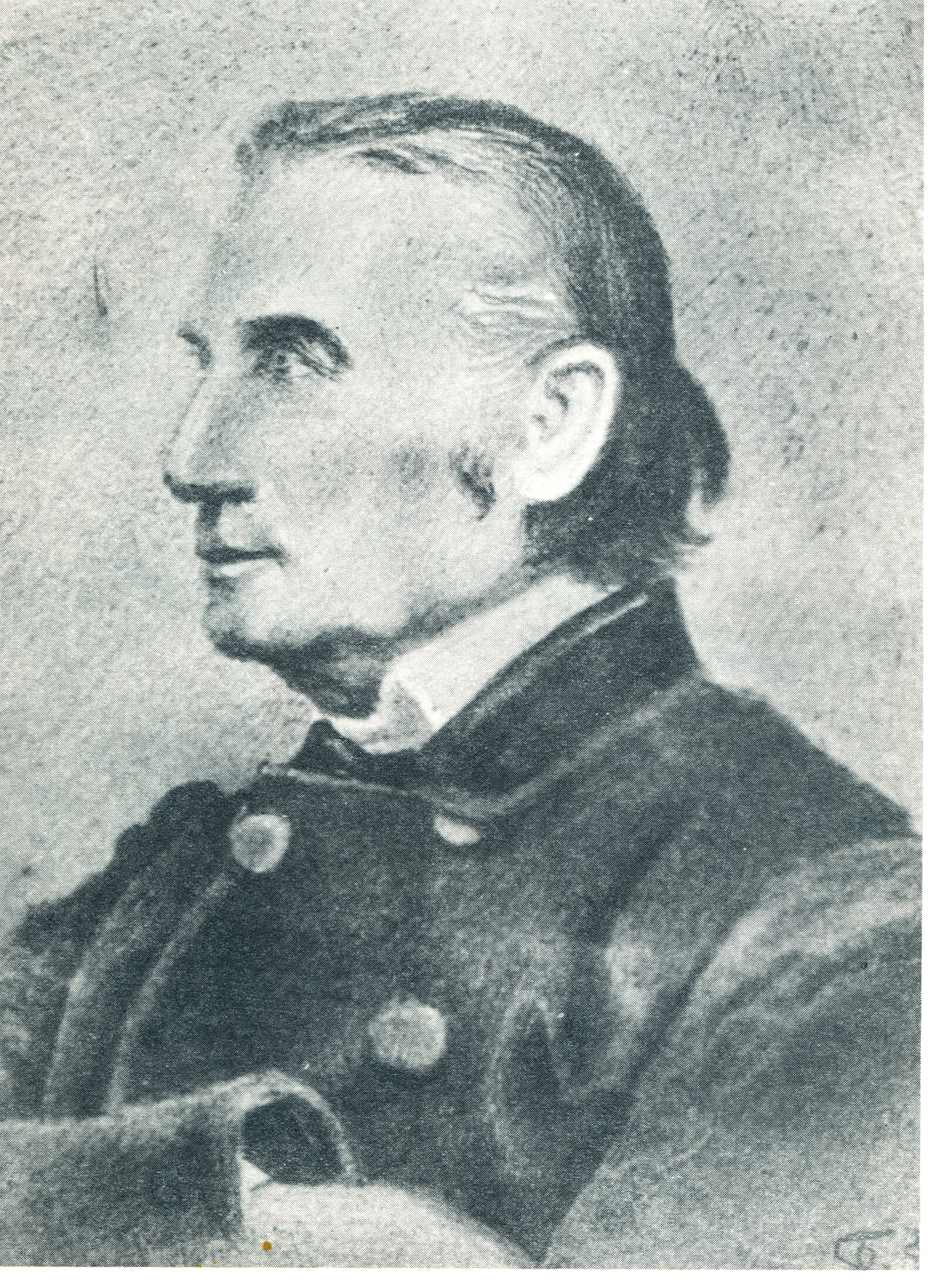
Johann Konrad Wilhelm Löhe

- 25 Conversión de San Pablo (Festival Menor) W
  - Final de la Semana de Oración para la Unidad Cristiana
- 26 Timoteo, Tito y Silas, misioneros (Conmemoración) W – ELCA
  - San Tito, pastor (Festival Menor) W – LCMS
- 27 Lydia, Dorcas, y Phoebe, testigos de la fe (Conmemoración) W – ELCA
  - Juan Crisóstomo, Obispo de Constantinopla, 407 (Conmemoración) W – LCMS
- 28 Tomás de Aquino, profesor, 1274 (Conmemoración) W – ELCA
- 29
- 30
- 31

## Febrero
- 1
- 2 Presentación de nuestro Señor (Festival Menor) W
- 3 Ansgar, Arzobispo de Hamburgo, misionero en Dinamarca y Suecia, 865 (Conmemoración) W – ELCA
- 4
- 5 Mártires del Japón, 1597 (Conmemoración) R – ELCA
  - Jacob, patriarca (Conmemoración) W – LCMS
- 6
- 7
- 8
- 9
- 10 Silas, apóstol (Conmemoración) W – LCMS
- 11
- 12
- 13 Priscila, Aquila y Apolos (Conmemoración) W – LCMS
- 14 Cirilo monje, 869 y Metodio, obispo, 885; misioneros con los eslavos (Conmemoración) W – ELCA
  - Valentín, mártir, 270 (Conmemoración) R – LCMS
- 15 Filemón y Onésimo (Conmemoración) W – LCMS
- 16 Philipp Melanchthon, confesor, 1560 (Conmemoración) R – LCMS
- 17
- 18 Martín Lutero, doctor y confesor, renovador de la iglesia, 1546 (Conmemoración) W
- 19
- 20
- 21
- 22
- 23 Policarpo, Obispo de Esmirna, mártir 156 (Conmemoración) R
- 24 San Matías, Apóstol (Festival Menor) R – LCMS
- 25 Elizabeth Fedde, diácona, 1921 (Conmemoración) W – ELCA
- 26
- 27
- 28

## Marzo

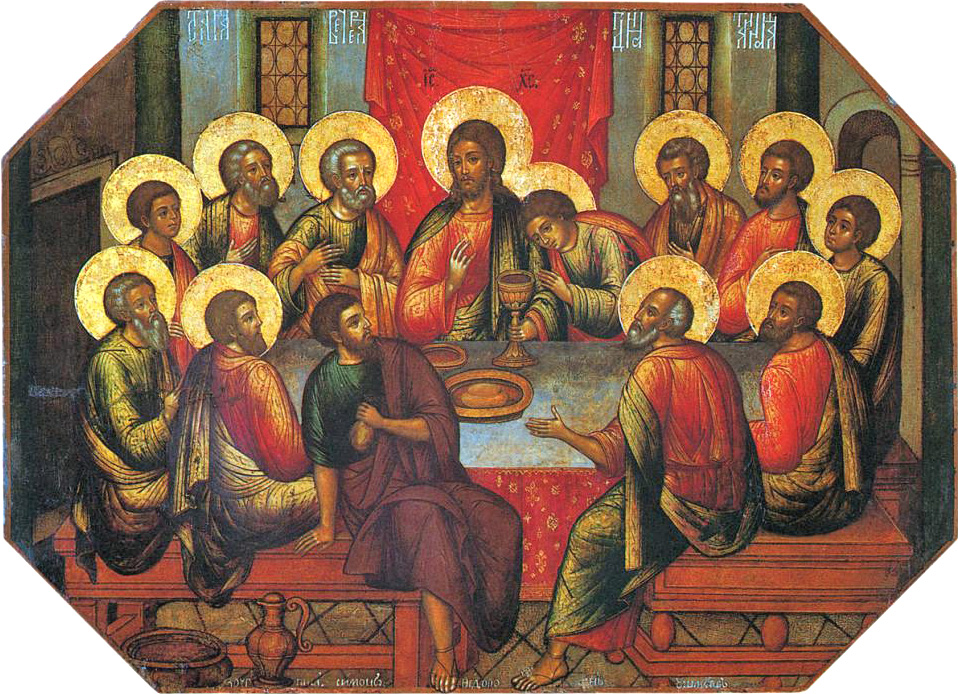
Simon Ushakov, La última cena

- 1 George Herbert, sacerdote, escritor de himnos, 1633 (Conmemoración) W – ELCA
- 2 John, 1791; Charles Wesley, 1788; sacerdotes, renovadores de la iglesia (Conmemoración) W – ELCA
- 3
- 4
- 5
- 6
- 7 Perpetua y Felicidad y compañeros mártires en Cartago, 202 (Conmemoración) R
- 8
- 9
- 10 Harriet Tubman, 1913; Sojourner Truth, 1883; renovadores de la sociedad (Conmemoración) W – ELCA
- 11
- 12 Gregorio el Grande, obispo de Roma, 604 (Conmemoración) W – ELCA
- 13
- 14
- 15

- 16

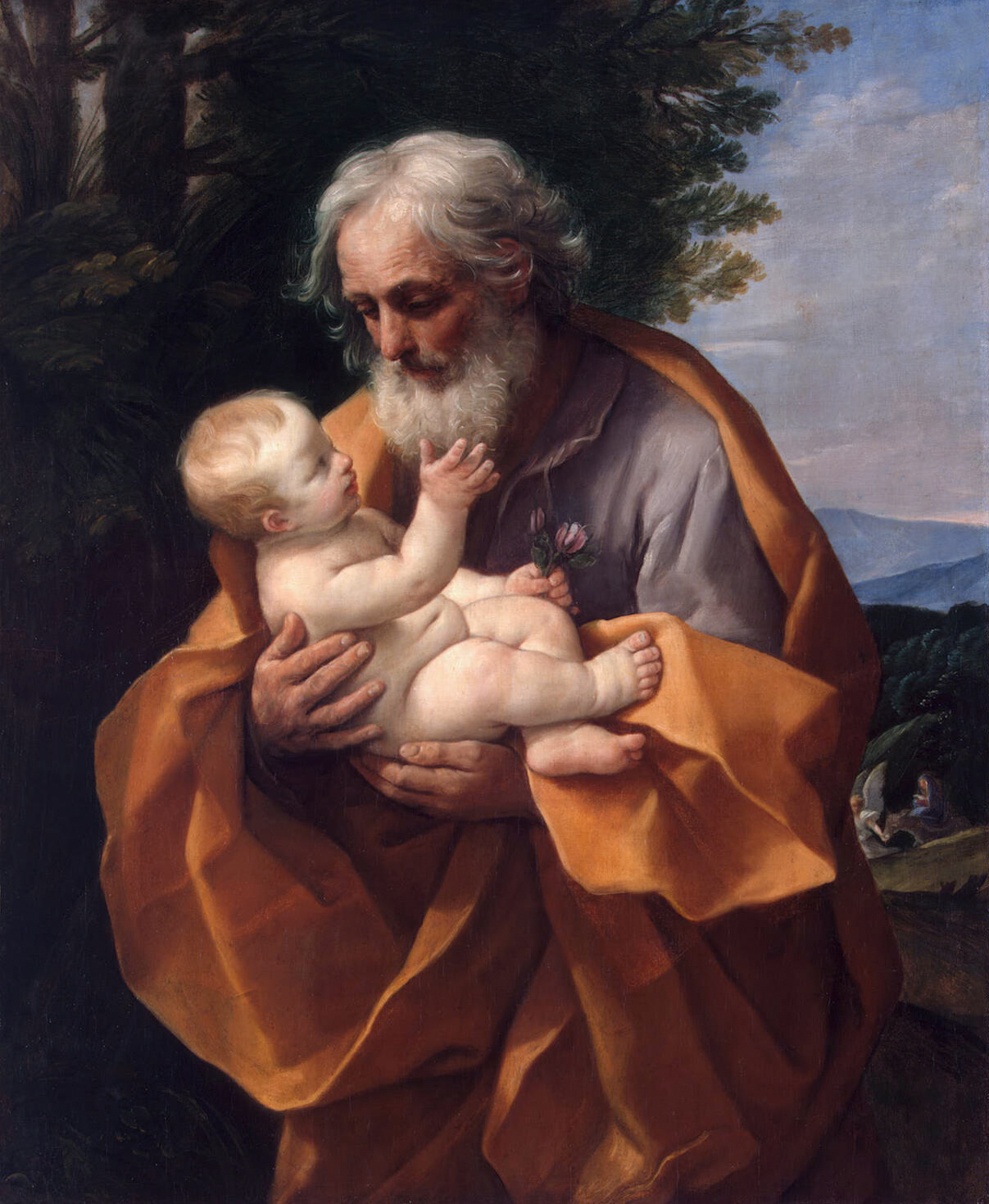
José de Nazaret

- 17 Patricio, obispo, misionero en Irlanda, 461 (Conmemoración) W
- 18
- 19 José de Nazaret, guardián de nuestro Señor (Festival Menor) W
- 20
- 21 Thomas Cranmer, arzobispo de Canterbury, mártir, 1556 (Conmemoración) R – ELCA
- 22 Jonathan Edwards, profesor, misionero con los indios americanos, 1758 (Conmemoración) W - ELCA
- 23
- 24 Oscar Arnulfo Romero, obispo de El Salvador, mártir, 1980 (Conmemoración) R – ELCA
- 25 Anunciación de Nuestro Señor (Festival) W
- 26
- 27
- 28
- 29 Hans Nielsen Hauge, renovador de la iglesia, 1824 (Conmemoración) W – ELCA
- 30
- 31 John Donne, sacerdote, poeta, 1631 (Conmemoración) W – ELCA
  - José, patriarca (Conmemoración) W – LCMS

## Abril
- 1
- 2
- 3

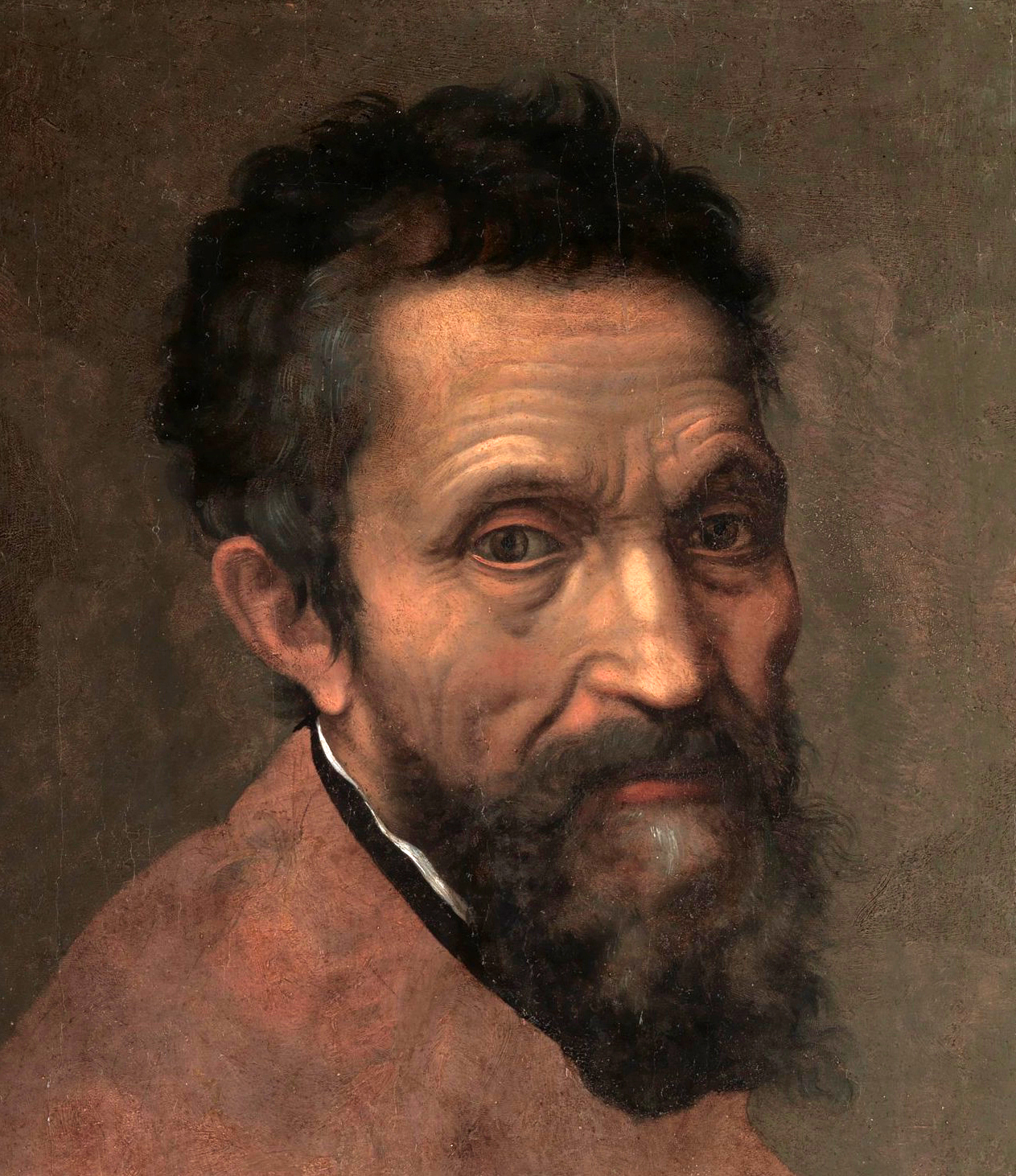
Miguel Ángel

- 4 Benedicto de Palermo, confesor, 1589 (Conmemoración) W – ELCA
- 5
- 6 Alberto Durero, 1528; Lucas Cranach, 1553; artistas (Conmemoración) W
  - Matthias Grünewald, artista, 1529 (Conmemoración) W – ELCA
  - Miguel Ángel, artista, 1564 (Conmemoración) W – LCMS
- 7
- 8
- 9 Dietrich Bonhoeffer, teólogo, mártir, 1945 (Conmemoración) W – ELCA
- 10 Mikael Agricola, obispo de Turku, 1557 (Conmemoración) W – ELCA
- 11
- 12
- 13
- 14
- 15
- 16
- 17
- 18
- 19 Olavus Petri, sacerdote, 1552; Laurentius Petri, arzobispo de Uppsala, 1573; renovadores de la iglesia (Conmemoración) W – ELCA
- 20 Johannes Bugenhagen, pastor, 1558 (Conmemoración) – LCMS
- 21 Anselmo, arzobispo de Canterbury, teólogo, 1109 (Conmemoración) W

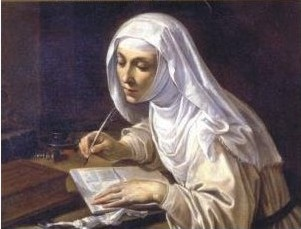
Catalina de Siena

- 22 Día de la Creación (Festival Menor) W – ELCA
- 23 Toyohiko Kagawa, renovador social, 1960 (Conmemoración) W - ELCA
- 24 Johann Walter, músico, 1570 (Conmemoración) W – LCMS
- 25 San Marcos, Evangelista (Festival Menor) R
- 26
- 27
- 28
- 29 Catalina de Siena, teóloga, 1380 (Conmemoración) W – ELCA
- 30

## Mayo
- 1 San Felipe y San Juan, apóstoles (Festival Menor) R
- 2 Atanasio, obispo de Alejandría, 373 (Conmemoración) W
- 3
- 4 Mónica, madre de Agustín, 387 (Conmemoración) W – ELCA
  - Friedrich Wyneken, pastor, misionero, 1864 (Conmemoración) W – LCMS
- 5 Federico de Sajonia, gobernante sensato, cristiano, 1525 (Conmemoración) W – LCMS
- 6
- 7 Carl F. W. Walther, pastor, teólogo, 1887 (Conmemoración) W – LCMS
- 8 Víctor de Mauritania, mártir, 303 (Conmemoración) R – ELCA
  - Juliana de Norwich, renovadora de la Iglesia, c. 1416 (Conmemoración) W – ELCA
- 9 Nicolaus Ludwig von Zinzendorf, renovador de la iglesia, escritor de himnos, 1760 (Conmemoración) W – ELCA
  - Job, patriarca (Conmemoración) W – LCMS

- 10

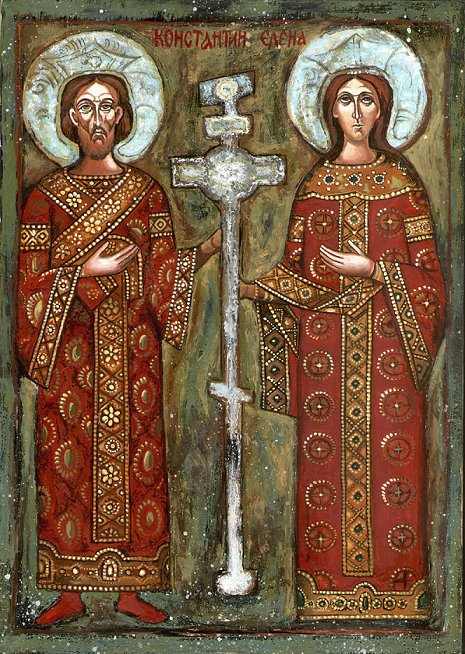
Santos Constantino y Helena

- 11 Cirilo, 869 y Metodio, 885, misioneros con los eslavos (Conmemoración) W – LCMS
- 12
- 13
- 14 San Matías, apóstol (Festival Menor) R – ELCA
- 15
- 16
- 17
- 18 Erik, Rey de Suecia, mártir, 1160 (Conmemoración) R – ELCA
- 19
- 20
- 21 Helena, madre de Constantino, c. 330 (Conmemoración) W
  - Emperador Constantino, Emperador de Roma, 337 (Conmemoración) W – LCMS
- 22
- 23
- 24 Nicolás Copérnico, 1543; Leonhard Euler, 1783; científicos (Conmemoración) W – ELCA
  - Esther, matriarca, (Conmemoración) W – LCMS
- 25 Beda, teólogo, 735 (Conmemoración) R – LCMS
- 26
- 27 Juan Calvino, renovador de la iglesia, 1564 (Conmemoración) W – ELCA
- 28
- 29 Jiří Třanovský, escritor de himnos, 1637 (Conmemoración) W – ELCA
- 30
- 31 La Visitación de María a Isabel (Festival Menor) W

## Junio
- 1 Justino, mártir en Roma, c. 165 (Conmemoración) R
- 2
- 3 Mártires de Uganda, 1886 (Conmemoración) R – ELCA
  - Juan XXIII, obispo de Roma, 1963 (Conmemoración) W – ELCA
- 4
- 5 Bonifacio, arzobispo de Maguncia, misionero en Alemania, mártir, 754 (Conmemoración) R
- 6
- 7 Seattle, jefe de la Duwamish Confederacy, 1866 (Conmemoración) W – ELCA
- 8
- 9 Columba, 597; Aidan, 651; Beda, 735; profesores, renovadores de la iglesia (Conmemoración) W – ELCA
- 10
- 11 Bernabé, apóstol (Festival Menor) R
- 12 Primer Concilio Ecuménico, 325 (Conmemoración) W – LCMS

- 13

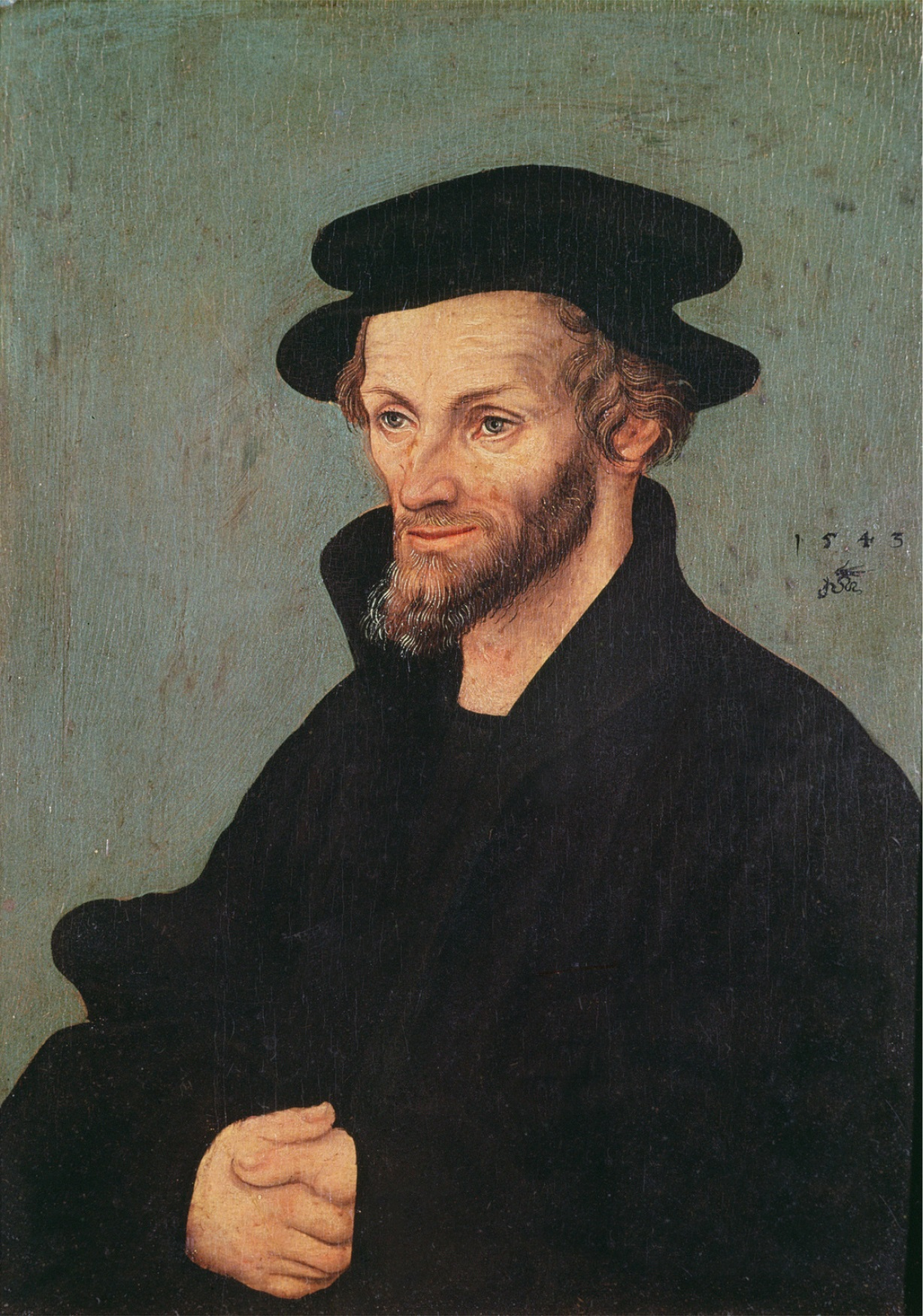
Philipp Melanchthon, por Lucas Cranach el Viejo

- 14 Basilio el Grande, obispo de Cesarea, 379; Gregorio de Nacianceno, Obispo de Constantinopla, c. 389; Gregorio, obispo de Nyssa, c. 385 (Conmemoración) W – ELCA
  - Macrina, teóloga, c. 379 (Conmemoración) W – ELCA
  - Eliseo, profeta (Conmemoración) R – LCMS
- 15
- 16
- 17
- 18
- 19
- 20
- 21 Onesimos Nesib, traductor, evangelista, 1931 (Conmemoración) W – ELCA
- 22
- 23
- 24 La Natividad de San Juan el Bautista (Festival Menor) W
- 25 Presentación de la Confesión de Augsburgo, 1530 (Conmemoración) W
  - Philipp Melanchthon, renovador de la iglesia, 1560 (Conmemoración) W – ELCA
- 26 Jeremías, profeta (Conmemoración) R – LCMS
- 27 Cirilo, obispo de Alejandría, 444 ( Conmemoración) W
- 28 Ireneo, obispo de Lyon, c. 202 (Conmemoración) W
- 29 Santos Pedro y Pablo, apóstoles (Festival Menor) R
- 30

## Julio

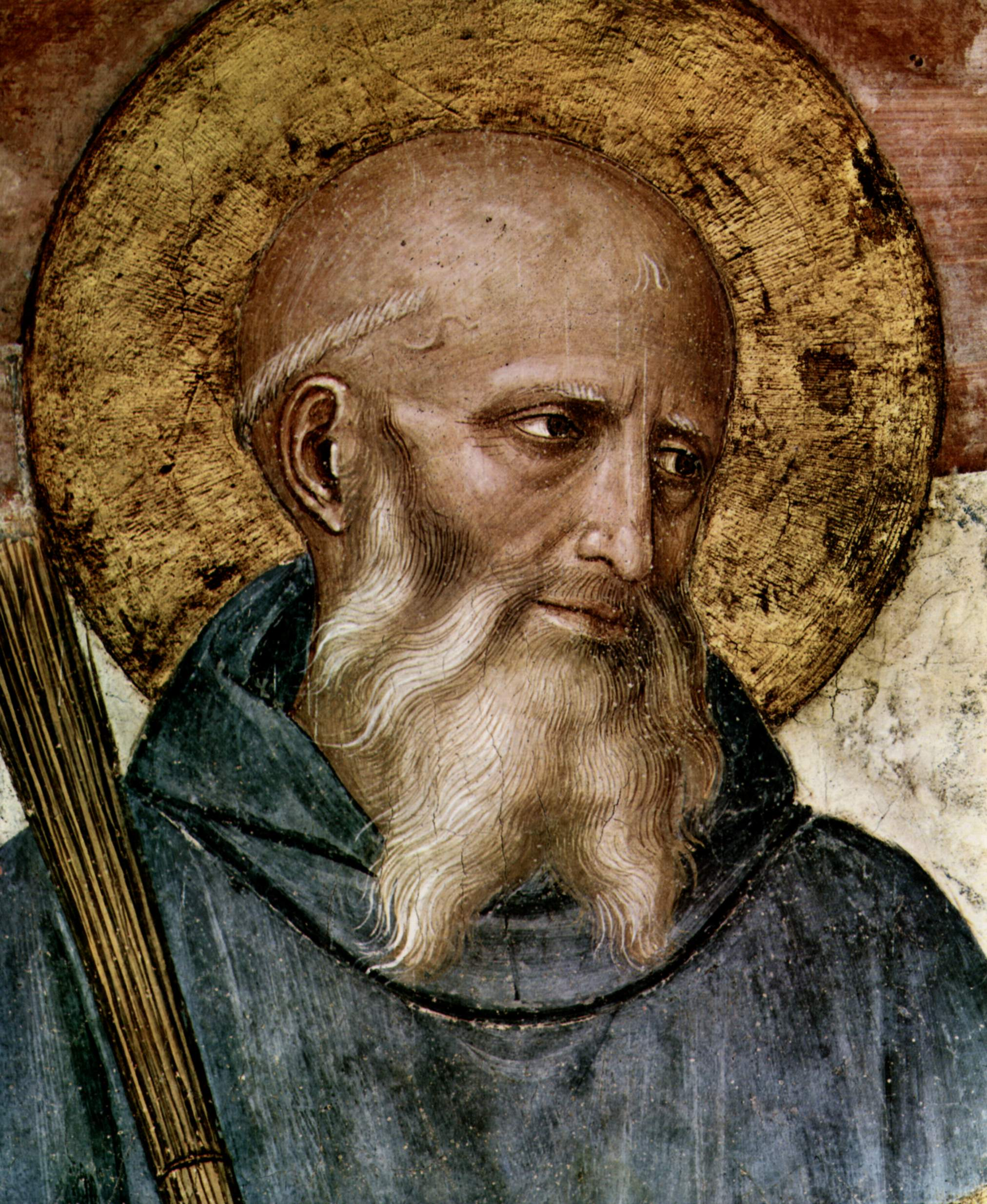
Benito de Nursia

- 1 Catherine Winkworth, 1878; John Mason Neale, 1866; traductores de himnos (Conmemoración) W – ELCA
- 2
- 3 Santo Tomás, apóstol (Festival Menor) R – ELCA
- 4
- 5
- 6 Jan Hus, mártir, 1415 (Conmemoración) R – ELCA
  - Isaías, profeta (Conmemoración) R – LCMS
- 7
- 8
- 9
- 10
- 11 Benito de Nursia, abad de Monte Cassino, c. 540 (Conmemoración) W – ELCA
- 12 Nathan Söderblom, arzobispo de Uppsala, 1931 (Conmemoración) W – ELCA
- 13
- 14
- 15
- 16 Ruth, matriarca (Conmemoración) W – LCMS
- 17 Bartolomé de Las Casas, misionero en las Indias, 1566 (Conmemoración) W – ELCA
- 18
- 19

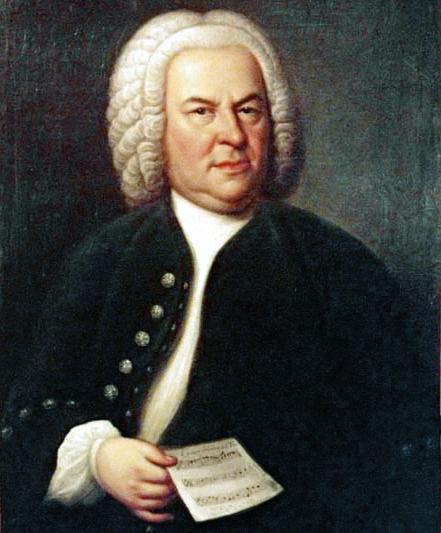
Elias Gottlob Haussmann, Juan Sebastián Bach

- 20 Elias, profeta (Conmemoración) R – LCMS
- 21 Ezequiel, profeta (Conmemoración) R – LCMS
- 22 Santa María Magdalena, "apóstol" (Festival Menor) W
- 23 Brígida de Suecia, renovadora de la iglesia, 1373 (Conmemoración) W – ELCA
- 24
- 25 San Juan el Mayor, apóstol (Festival Menor) R
- 26
- 27
- 28 Johann Sebastian Bach, 1750; Heinrich Schütz, 1672; George Frederick Handel, 1759; músicos (Conmemoración) W
- 29 María, Marta y Lázaro de Betania (Conmemoración) W
  - Olaf, Rey de Noruega, mártir, 1030 (Conmemoración) R – ELCA
- 30 Robert Barnes (mártir), confesor y mártir (Conmemoración) R – LCMS
- 31 José de Arimatea (Conmemoración) W – LCMS

## Agosto
- 1
- 2

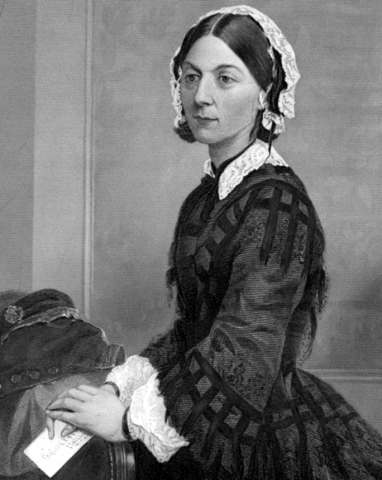
Florence Nightingale

- 3 Juana, María, y Salomé, mujeres que portan mirra (Conmemoración) W – LCMS
- 4
- 5
- 6 Transfiguración de Nuestro Señor (Festival) W
- 7
- 8 Domingo de Guzmán, sacerdote, fundador del Orden de Predicadores (Dominicos), 1221 (Conmemoración) W – ELCA
- 9
- 10 Lorenzo, diácono, mártir 258 (Conmemoración) R
- 11 Clara, abadesa de San Damiano, renovadora de la Iglesia, 1253 (Conmemoración) W – ELCA
- 12
- 13 Florence Nightingale, 1910; Clara Maass, 1901; renovadoras de la sociedad (Conmemoración) W – ELCA
- 14 Maximiliano Kolbe, 1941; Kaj Munk, 1944; mártires (Conmemoración) R – ELCA
- 15 María, Madre de Nuestro Señor (Festival Menor) W[1][2][3]

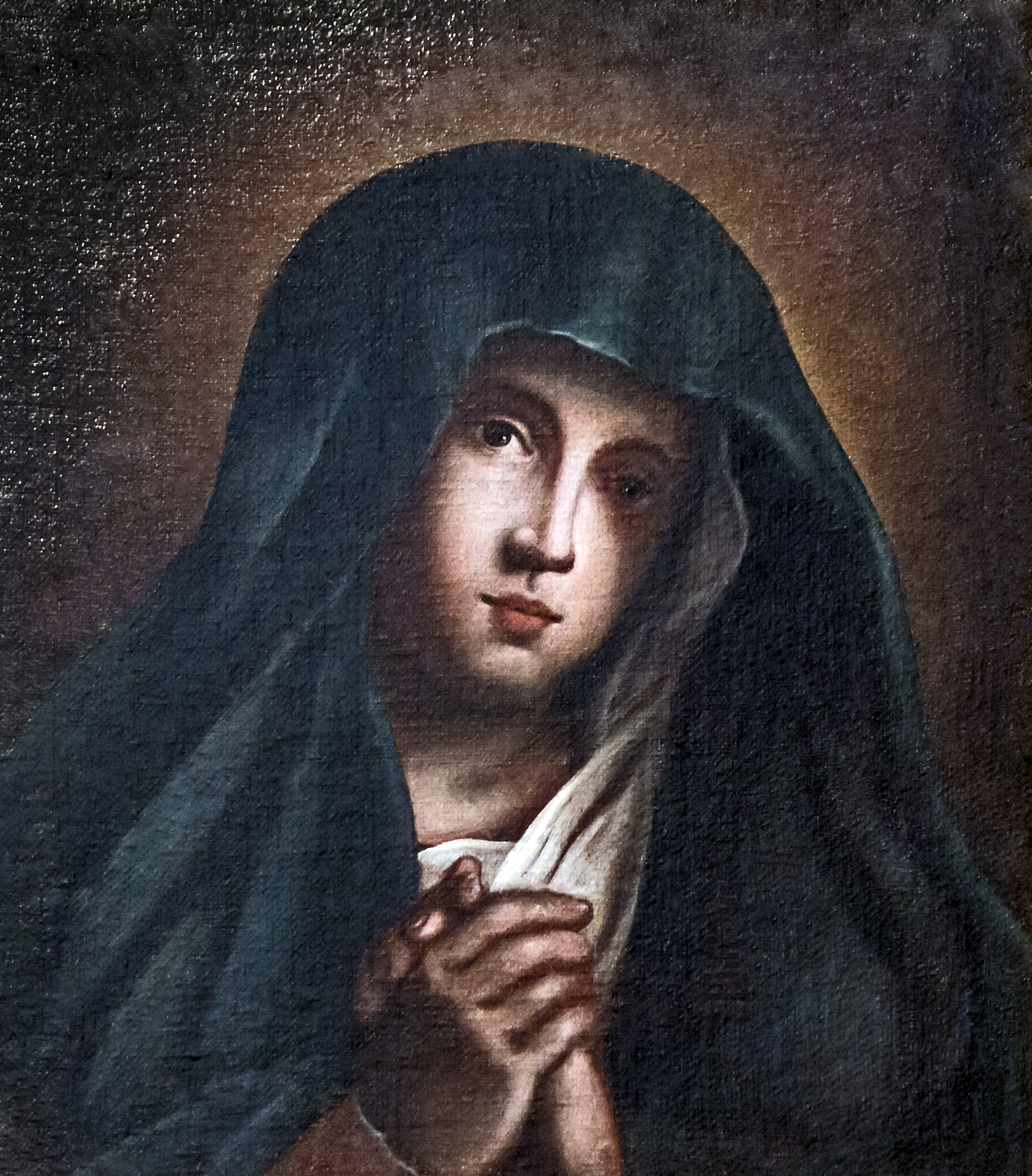
María, Madre de Nuestro Señor

- 16 Isaac, patriarca (Conmemoración) W – LCMS
- 17 Johann Gerhard, teólogo, 1637 (Conmemoración) W – LCMS
- 18
- 19 Bernardo, abad de Claraval, escritor de himnos, teólogo 1153 (Conmemoración) W – LCMS
- 20 Bernardo, abad de Claraval, escritor de himnos, teólogo, 1153 (Conmemoración) W – ELCA
  - Samuel, profeta (Conmemoración) R – LCMS
- 21
- 22
- 23
- 24 Santo Bartolomé, apóstol (Festival Menor) R
- 25
- 26
- 27 Mónica, madre de Agustín 387 (Conmemoración) W – LCMS
- 28 Agustín, obispo de Hipona, 430 (Conmemoración) W
  - Moisés el Negro, monje, mártir, c. 400 (Conmemoración) R - ELCA
- 29 Martirio de San Juan Bautista (Festival Menor) R – LCMS
- 30
- 31

## Septiembre
- 1 Josué, profeta (Conmemoración) R – LCMS
- 2 N. F. S. Grundtvig, obispo, renovador de la iglesia, 1872 (Conmemoración) W – ELCA
  - Ana, matriarca (Conmemoración) W – LCMS
- 3 Gregorio el Grande, obispo de Roma, 604 (Conmemoración) W – LCMS
- 4 Moisés, profeta (Conmemoración)) R – LCMS
- 5 Zacarías, profeta
- 6
- 7
- 8
- 9 Pedro Claver, sacerdote, misionero en Colombia, 1654 (Conmemoración) – ELCA
- 10
- 11
- 12
- 13 Juan Crisóstomo, obispo de Constantinopla, 407 (Conmemoración) W – ELCA
- 14 Festín de la Cruz Santa (Festival Menor) R
- 15
- 16 Cipriano, obispo de Cartago, mártir, c. 258 (Conmemoración) R
- 17 Hildegarda, abadesa de Bingen, 1179 (Conmemoración) W – ELCA
- 18 Dag Hammarskjöld, renovador social, 1961 (Conmemoración) W – ELCA

- 19

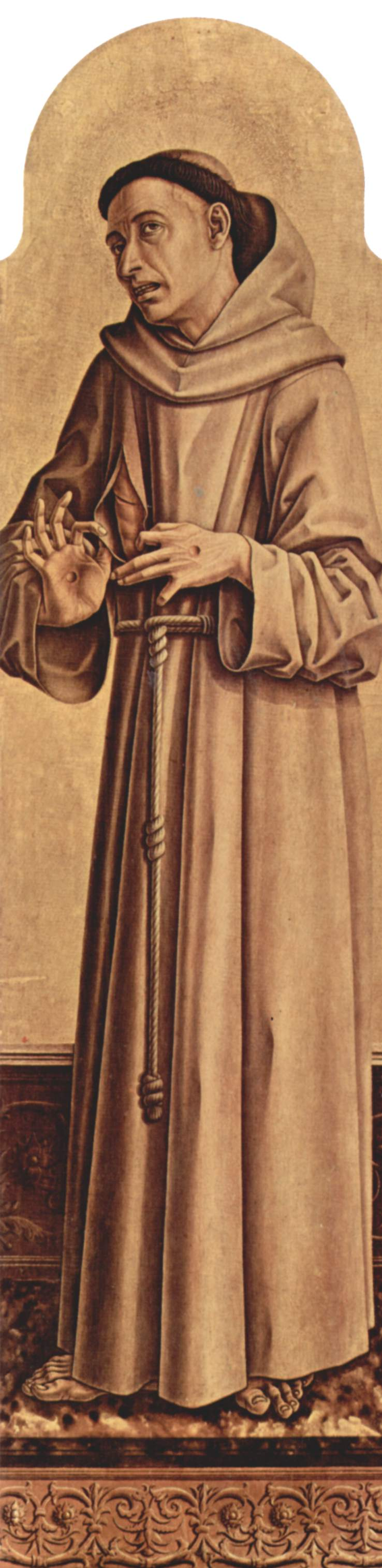
Carlo Crivelli, San Francisco de Asís

- 20 Nelson Wesley Trout, obispo, 1996 (Conmemoración) W – ELCA
- 21 San Mateo, apóstol y evangelista (Festival Menor) R
- 22 Jonás, profeta (Conmemoración) R – LCMS
- 23
- 24
- 25
- 26
- 27
- 28
- 29 San Miguel y Todos los Ángeles (Festival Menor) W
- 30 Jerónimo, traductor, profesor, 420 (Conmemoración) W

## Octubre
- 1
- 2
- 3
- 4 Francisco de Asís, renovador de la Iglesia, 1226 (Conmemoración) W – ELCA
  - Theodor Fliedner, renovador social, 1864 (Conmemoración) W – ELCA
- 5
- 6 William Tyndale, traductor, mártir, 1536 (Conmemoración) R – ELCA
- 7 Henry Melchior Muhlenberg, pastor en América del Norte, 1787 (Conmemoración) W
- 8
- 9 Abraham, patriarca (Conmemoración) W – LCMS
- 10 Massie L. Kennard, renovador de la Iglesia, 1996 (Conmemoración) W – ELCA
- 11 San Felipe, diácono (Conmemoración) W – LCMS
- 12
- 13
- 14
- 15 Teresa de Ávila, profesora, renovadora de la Iglesia, 1582 (Conmemoración) W – ELCA
- 16
- 17 Ignacio, obispo de Antioquía, mártir, c. 115 (Conmemoración) R
- 18 San Lucas, evangelista (Festival Menor) R
- 19
- 20
- 21
- 22
- 23 Santiago de Jerusalén, hermano de Jesús y mártir, c. 62 (Festival Menor) R

- 24

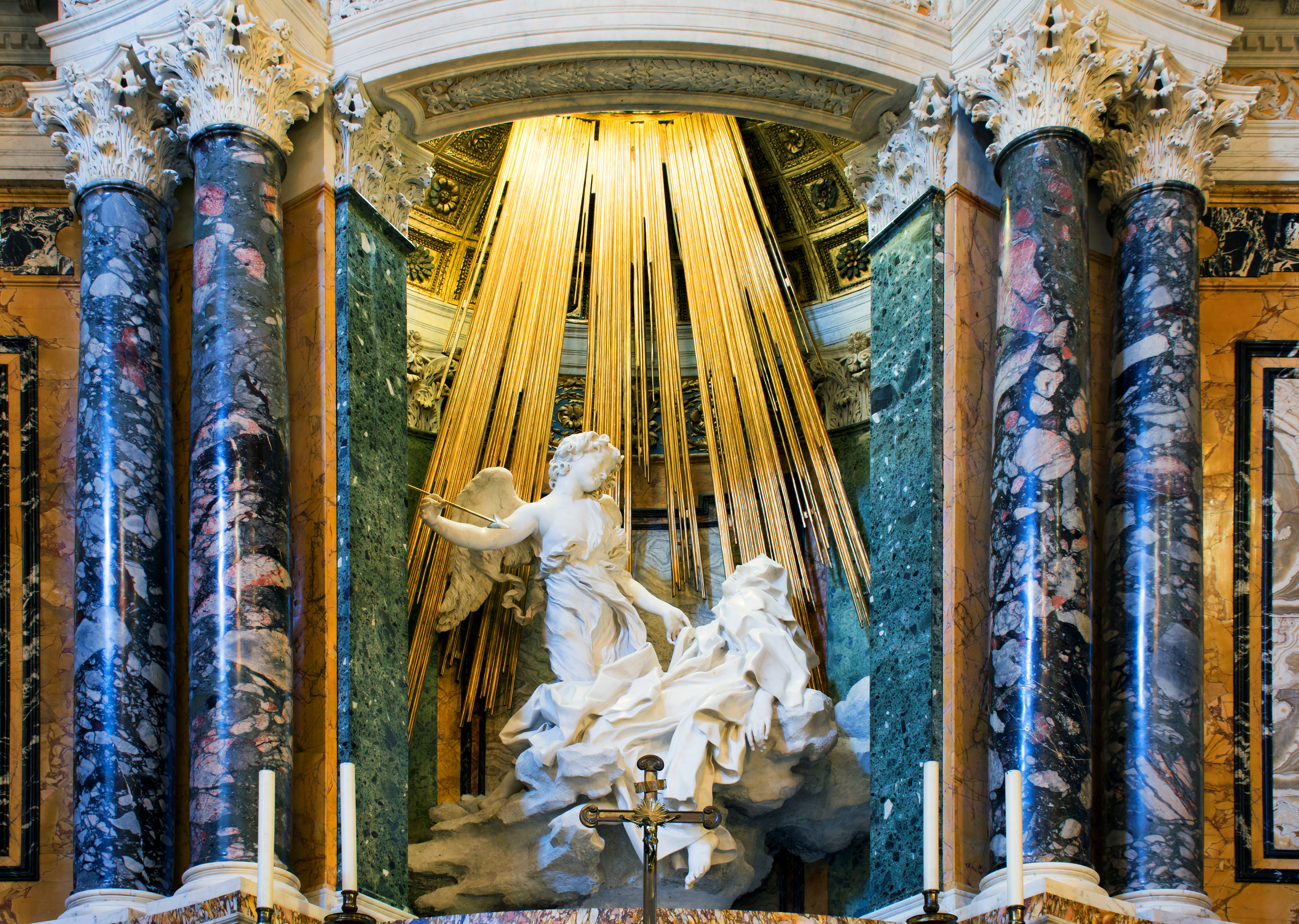
Gianlorenzo Bernini, El Éxtasis de Santa Teresa

- 25 Lydia, Dorcas (Tabitha) y Phoebe, mujeres fieles (Conmemoración) – LCMS
- 26 Philipp Nicolai, 1608; Johann Heermann, 1647; Paul Gerhardt, 1676; escritores de himnos (Conmemoración) W
- 27
- 28 San Simón y San Judas, apóstoles (Festival Menor) R
- 29
- 30
- 31 Día de la Reforma (Festival Menor) R

## Noviembre
- 1 Todos los Santos (Festival) W
- 2 Daniel Payne, profesor, 1893 (Conmemoración)
- 3 Martín de Porres, renovador de la sociedad, 1639 (Conmemoración) W – ELCA
- 4
- 5 Isabel, matriarca (Conmemoración) R – LCMS
- 6
- 7 John Christian Frederick Heyer, 1873; Bartholomaeus Ziegenbalg, 1719; Ludwig Ingwer Nommensen, 1918; misioneros (Conmemoración) W – ELCA

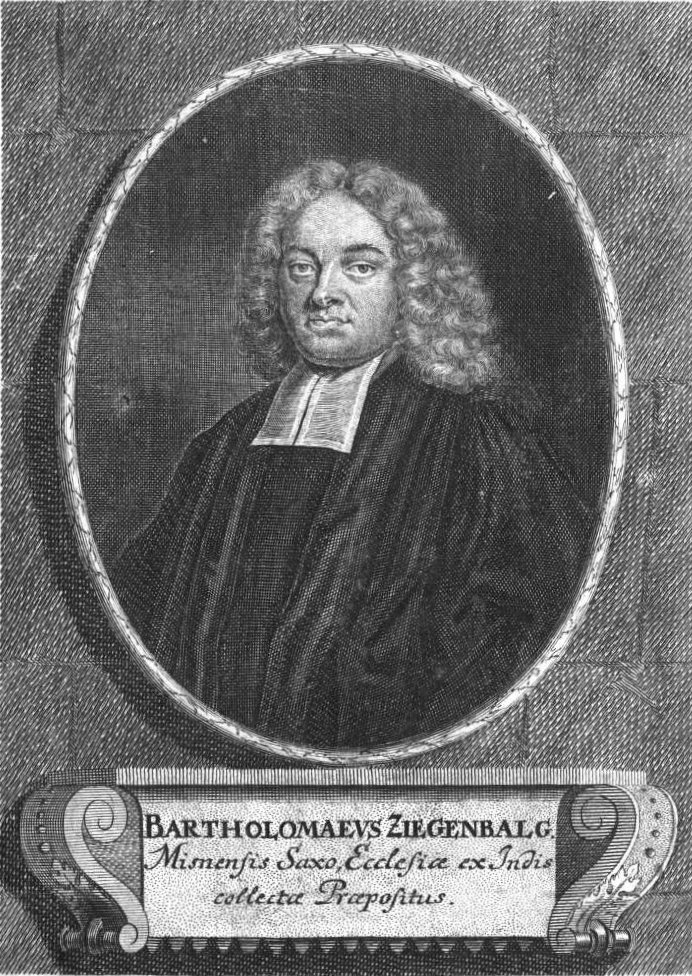
Bartholomaeus Ziegenbalg

- 8 Johann von Staupitz, sacerdote 1524 (Conmemoración) W – LCMS
- 9 Martin Chemnitz, pastor y confesor, 1586 (Conmemoración) W – LCMS
- 10
- 11 Martín, obispo de Tours, 397 (Conmemoración) W
  - Søren Kierkegaard, profesor, 1855 (Conmemoración) W – ELCA
- 12
- 13
- 14 Emperador Justiniano, confesor, Emperador de Roma Nueva, 565 (Conmemoración) W – LCMS
- 15
- 16
- 17 Isabel, renovadora de la sociedad, 1231 (Conmemoración) W – ELCA
- 18
- 19 Isabel, Princesa de Hungría, 1231 (Conmemoración) W – LCMS
- 20
- 21
- 22
- 23 Clemente, obispo de Roma, c. 100 (Conmemoración) W
  - Miguel Agustín Pro, sacerdote, mártir, 1927 (Conmemoración) R – ELCA
- 24 Justus Falckner, 1723; Jehu Jones, 1852; William Passavant, 1894; pastores en América del Norte (Conmemoración) W – ELCA
- 25 Isaac Watts, escritor de himnos, 1748 (Conmemoración) W – ELCA
- 26
- 27
- 28
- 29 Noé, profeta (Conmemoración) R – LCMS
- 30 San Andrés, apóstol (Festival Menor) R

## Diciembre
- 1
- 2 Dorothy Kazel, Ita Ford, Maura Clarke, Jean Donovan, mártires de El Salvador, 1980 (Conmemoración) R - ELCA
- 3 Francisco Javier, misionero en Asia, 1552 (Conmemoración) W – ELCA
- 4 Juan de Damasco, teólogo y escritor de himnos, c. 749 (Conmemoración) W
- 5
- 6 Nicolás, obispo de Myra, c. 342 (Conmemoración) W
- 7 Ambrosio, obispo de Milán, 397 (Conmemoración) W
- 8
- 9
- 10
- 11
- 12

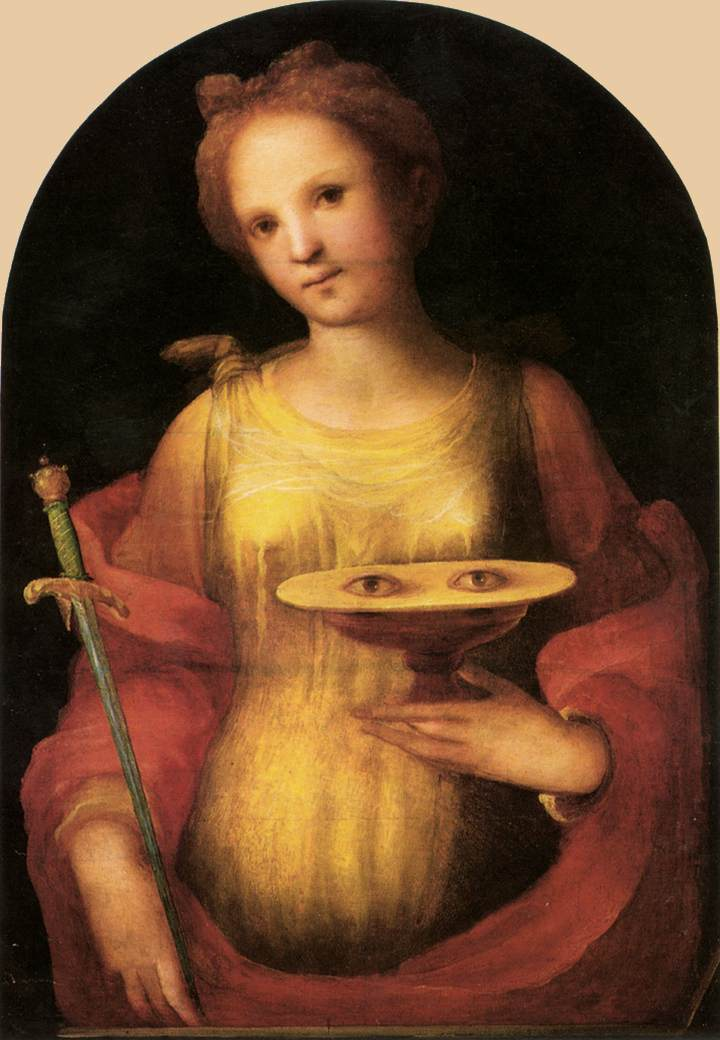
Domenico di Paso Beccafumi, Santa Lucía

- 13 Lucía, mártir, 304 (Conmemoración) R
- 14 Juan de la Cruz, renovador de la Iglesia, 1591 (Conmemoración) W – ELCA
- 15
- 16 Las Posadas, (Festival Menor) P – ELCA
- 17 Daniel y los tres jóvenes, profetas, (Conmemoración) R – LCMS
- 18
- 19 Adán, patriarca, y Eva, matriarca (Conmemoración) W – LCMS
- 20 Catalina de Bora Luther, renovadora de la Iglesia, 1552 (Conmemoración) W
- 21 Santo Tomás, apóstol (Festival Menor) R – LCMS
- 22
- 23
- 24 Víspera de Navidad (Festival) W
- 25 La Natividad de nuestro Señor (Festival) W
- 26 Esteban, diácono y mártir (Festival Menor) R
- 27 San Juan, apóstol y evangelista (Festival Menor) W
- 28 Los Santos Inocentes, mártires (Festival Menor) R
- 29 David, profeta (Conmemoración) R – LCMS
- 30
- 31